# Abdulfattah Asiri
Abdulfattah Tawfiq Asiri (in arabo عبد الفتاح توفيق عسيري‎?; 26 febbraio 1994) è un calciatore saudita, attaccante dell'Al-Kholood.

## Carriera

### Club
Ha giocato nella massima serie saudita.

### Nazionale
Nel 2013 ha esordito in nazionale.

## Statistiche

### Cronologia presenze e reti in nazionale
| Cronologia completa delle presenze e delle reti in nazionale ― Arabia Saudita | Cronologia completa delle presenze e delle reti in nazionale ― Arabia Saudita | Cronologia completa delle presenze e delle reti in nazionale ― Arabia Saudita | Cronologia completa delle presenze e delle reti in nazionale ― Arabia Saudita | Cronologia completa delle presenze e delle reti in nazionale ― Arabia Saudita | Cronologia completa delle presenze e delle reti in nazionale ― Arabia Saudita | Cronologia completa delle presenze e delle reti in nazionale ― Arabia Saudita | Cronologia completa delle presenze e delle reti in nazionale ― Arabia Saudita |
| Data                                                                          | Città                                                                         | In casa                                                                       | Risultato                                                                     | Ospiti                                                                        | Competizione                                                                  | Reti                                                                          | Note                                                                          |
| ----------------------------------------------------------------------------- | ----------------------------------------------------------------------------- | ----------------------------------------------------------------------------- | ----------------------------------------------------------------------------- | ----------------------------------------------------------------------------- | ----------------------------------------------------------------------------- | ----------------------------------------------------------------------------- | ----------------------------------------------------------------------------- |
| 27-11-2019                                                                    | Doha                                                                          | Arabia Saudita                                                                | 1 – 3                                                                         | Kuwait                                                                        | Coppa delle Nazioni del Golfo 2019 - 1º turno                                 | -                                                                             | 46’                                                                           |
| 30-11-2019                                                                    | Doha                                                                          | Bahrein                                                                       | 0 – 2                                                                         | Arabia Saudita                                                                | Coppa delle Nazioni del Golfo 2019 - 1º turno                                 | -                                                                             | 88’                                                                           |
| 2-12-2019                                                                     | Doha                                                                          | Oman                                                                          | 1 – 3                                                                         | Arabia Saudita                                                                | Coppa delle Nazioni del Golfo 2019 - 1º turno                                 | -                                                                             | 64’                                                                           |
| 8-12-2019                                                                     | Doha                                                                          | Bahrein                                                                       | 1 – 0                                                                         | Arabia Saudita                                                                | Coppa delle Nazioni del Golfo 2019 - Finale                                   | -                                                                             | 72’ 73’                                                                       |
| Totale                                                                        |                                                                               | Presenze                                                                      | 4                                                                             |                                                                               | Reti                                                                          | 0                                                                             |                                                                               |